# Aso
El mont Aso (阿蘇山, Aso-san) és el volcà actiu més gran del Japó i un dels més grans del món. Es troba dins el parc nacional d'Aso Kujū, a la prefectura de Kumamoto, a l'illa de Kyushu. El seu cim s'eleva fins als 1.592 metres sobre el nivell del mar. El mont Aso té una gran caldera que fa 25 quilòmetres direcció nord-sud i 18 km direcció est-oest, amb una circumferència d'uns 120 km.

## Geologia
L'Aso consta de cinc cims principals, sovint anomenats les "Cinc Muntanyes d'Aso" (阿蘇五岳): Mt. Neko, Mt. Taka, Mt. Naka (també anomenat Nakadake o Naka-Dake), Mt. Eboshi, i mont Kishima. El punt més alt és el cim del mont Taka, a 1.592 msnm. El cràter del mont Naka, el costat oest del qual és accessible per carretera, conté un volcà actiu que emet fum contínuament i té erupcions ocasionals. Només el cràter més septentrional (el primer cràter) ha estat actiu durant els darrers 70 anys: 1974, 1979, 1984-1985, 1989-1991, 2009, 2011, 2015, 2016 i 2021.
L'actual caldera d'Aso es va formar com a resultat de quatre grans erupcions de caldera que es van produir fa uns 90.000-300.000 anys. La caldera, una de les més grans del món, conté la ciutat d'Aso així com les de Takamori i Minamiaso. L'enorme erupció de la caldera de fa 90.800 anys cobreix més de 600 km³ i és aproximadament igual al volum del mont Fuji.

## Història
L'erupció que va formar l'actual somma va tenir lloc fa aproximadament uns 300.000 anys. Quatre erupcions a gran escala (Aso 1-4) es van produir durant un període que va des de fa 300.000 fins a fa 90.000 anys. A mesura que s'anaven emetent grans quantitats de flux piroclàstic i cendres volcàniques de la cambra magmàtica es va formar una enorme depressió (caldera) quan la cambra es va enfonsar. La quarta erupció (Aso 4) va ser la més gran, amb cendra volcànica que va cobrir tota la regió de Kyushu i fins i tot s'estenia a la prefectura de Yamaguchi.
El mont Taka, el mont Naka, el mont Eboshi i el mont Kishima són cons formats després de la quarta erupció de la caldera esmentada anteriorment. El mont Naka continua actiu avui dia. Els dipòsits de flux piroclàstic de l'Aso (tuff) es van utilitzar per a la construcció de ponts a la regió. Hi ha aproximadament 320 ponts de pedra amb arc a la prefectura de Kumamoto, alguns dels quals són importants bens culturals nacionals.
Una nova erupció va començar a les 11:43 del 20 d'octubre de 2021.

## Turisme
Un telefèric, el telefèric del Mont Aso, es va inaugurar el 1958 per donar accés a la muntanya. Va tancar el 2016 i des d'aleshores s'ha desmantellat. Un autobús llançadora va ara fins a la vora del cràter. Als peus de la muntanya hi ha diversos càmpings. La ciutat d'Aso acull el Museu del Volcà Aso.